# 小松市立松陽中学校
小松市立松陽中学校（こまつしりつ しょうようちゅうがっこう）は、石川県小松市大領町にある公立中学校。

## 沿革
- 1949年（昭和24年）4月1日 - 開校。苗代小学校に併設して本校を置き、今江小学校に今江分校、蓮代寺小学校に蓮代寺分校を設置。
- 1949年（昭和24年）5月21日 - 校章制定。
- 1951年（昭和26年）8月30日 - 校舎落成。校歌制定。
- 1951年（昭和26年）10月24日 - 分校解散。
- 1954年（昭和29年）1月25日 - 通学区域に向本折小学校校区を加える。
- 1963年（昭和38年）10月26日 - ミルク給食開始。
- 1967年（昭和42年）12月5日 - 防音新校舎が落成。
- 1968年（昭和43年）4月10日 - 全生徒が新校舎へ移転完了。
- 1970年（昭和45年）4月16日 - 給食（補食）開始。
- 1991年（平成3年）1月27日 - 石川国体の開会式に集団演技を披露。
- 1991年（平成3年）9月12日 - 学校週5日制を導入。

## 通学区域
以下の範囲。
- 小松市立苗代小学校の通学区域
- 小松市立蓮代寺小学校の通学区域
- 小松市立今江小学校の通学区域
- 小松市立向本折小学校の通学区域のうち、須天町、大領中町、向本折町第1、向本折町第3

## 周辺
- 木場潟
  - 前川
- 浅井畷古戦場
- 大領郵便局
- 松陽保育園
- 松陽地区体育館
- 国道305号

## 交通
- JR西日本小松駅から南へ2.2km

## 著名な関係者

### 出身者
- 孫崎享 - 元外交官、元防衛大学校教授
- 束田進也 - 地震学者

### 教員
- 宮田恭子 - 英文学者